# Aquila (Suíça)
Aquila foi uma comuna da Suíça, no Cantão Tessino, com cerca de 502 habitantes. Estendia-se por uma área de 77,39 km², de densidade populacional de 6 hab/km². Confinava com as seguintes comunas: Acquarossa, Ghirone, Hinterrhein (GR), Malvaglia, Medel (GR), Olivone, Torre, Vals (GR), Vrin (GR).
A língua oficial nesta comuna era o Italiano.

## História
Em 22 de outubro de 2006, passou a formar parte da nova comuna de Blenio.